# Objeto directo
En sintaxis, se llama objeto directo (en gramática tradicional, complemento directo) a la función que desempeña un constituyente sintáctico (sintagma, un pronombre o una proposición subordinada sustantiva), diferente del sujeto gramatical, que es requerido obligatoriamente por un verbo transitivo.
El objeto directo a veces es llamado primer objeto, aunque no siempre el primer objeto es propiamente un objeto directo. De hecho, gran parte de los autores modernos tienden a hablar de objeto gramatical y dentro de los objetos gramaticales acordes a sus peculiaridades se habla de directo, indirecto, primario o secundario. En esa terminología un objeto gramatical es un argumento verbal obligatorio (y por tanto es un complemento sintáctico), a diferencia de un complemento cualquiera que en su gran mayoría no son obligatorios (y por tanto son adjuntos sintácticos).

## Introducción
En los siguientes ejemplos, el verbo "derrotar" es transitivo porque presenta un significado incompleto que necesita ser completado por un constituyente sintáctico que aporte el significado que le falta.
Julio César derrotó a los galos.
Iulius Caesar galos vicit
Julius Caesar defeated the Gauls
Ἰούλιος Καῖσαρ ἐνίκησε τούς Γαλάτας
Julio Cezaro venkis la gaŭlojn.
En estos otros, el verbo "morir" es un verbo intransitivo porque presenta un significado completo.
Julio César murió.
Iulius Caesar mortuus est.
Julius Caesar died.
Ἰούλιος Καῖσαρ ἀπέθανεν.
Julio Cezaro mortis.
Sintácticamente es un complemento de verbos transitivos para ciertos papeles temáticos. Sobre él recae directamente la acción del verbo. Algunos gramáticos también consideran que puede ser modificador de un verboide en un predicado verboidal o en una construcción verboidal:
Me gusta ver la televisión.
Respetar a la mujer amada.
Cuando el verbo usa voz directa (activa), el complemento directo es interpretado usualmente como paciente; si se usa una voz inversa (pasiva) el referente del complemento directo normalmente pasa a la función de sujeto.
El complemento directo interno es aquel que se añade a verbos intransitivos haciendo redundante su referencia: 
Julio César vivió una vida gloriosa.
("Vivir" y "vida" se refieren al mismo concepto)

## Complemento directo en español
En español, el complemento directo es necesario para los verbos transitivos. Generalmente no lleva preposición para objetos inanimados, pero cuando se refiere a personas o seres animados, va precedido por la preposición a:
Esperamos a tu hermano.
Mimamos a nuestro gato.
El complemento directo en español siempre se puede sustituir por lo, la, los, las:
He visto la película.
La he visto.
Por el uso en ciertas zonas de España, la forma le en función de objeto directo es generalmente admitida como normativa, aunque únicamente para el masculino singular de persona:
Estaremos buscando a Lucas.
Le estaremos buscando.
Es posible la duplicación pronominal del complemento directo, especialmente común en el español rioplatense:
La vi a mi amiga.
En casos de duplicación el pronombre debe concordar en género y número con el complemento directo duplicado:
Las vi a mis amigas.
Si el complemento recibe un modificador como el predicativo objetivo, también concuerda en género y número con él. 
Leí libros en mi cuarto, demasiado extensos.
Al transformar la oración activa en pasiva, el complemento directo se convierte en el sujeto paciente:
- (voz activa) El golpe destrozó el jarrón.
- (voz pasiva) El jarrón fue destrozado por el golpe (sujeto paciente).
- (voz media) El jarrón se destrozó con el golpe (sujeto paciente).

Para pasar la oración activa a pasiva, hay que cambiar los constituyentes de las funciones sintácticas: el complemento directo de la oración en voz activa, pasa a ser el sujeto de la oración en voz pasiva, mientras que el sujeto de la oración activa, pasa a ser el complemento agente de la oración en voz pasiva. Ejemplo:
- María compra [unas] flores.
- [Unas] Flores son compradas por María.

En los verbos en los que aparece un complemento indirecto, normalmente hay también un complemento directo, aunque este puede estar omitido o sobreentendido. Hay excepciones, como los verbos de tipo gustar o doler, que solo tienen complemento indirecto; entre estos, tenemos los siguientes (al menos para algunos de sus significados):
- admirar, (des)agradar, alegrar, constar, (dis)gustar, doler, encantar, importar, molestar, preocupar...
- arder, doler, picar...
- atañer, bastar, caber, competer, convenir, (cor)responder, pertenecer, servir, suceder, tocar.[4]

## Objeto primario y secundario
Algunos autores prefieren la nomenculatura primer objeto y objeto secundario, aunque esta diferencia no es idéntica a la existente entre objeto directo y objeto indirecto. Así, en la oración:
Me arrepiento de haberlo dicho
El primer objeto es me pero no es un objeto directo (caso acusativo) como se refleja en el hecho de que no admite una forma pasiva semánticamente equivalente.